# Grabersdorf
Grabersdorf est une ancienne commune autrichienne du district de Südoststeiermark en Styrie.
Le 1er janvier 2015, elle a intégré la municipalité de Gnas.